# Черницький (Смолевицький район)
Черницький (біл. вёска Черницкий) — село в складі Смолевицького району Мінської області, Білорусь. Село підпорядковане Плиській сільській раді, розташоване в центральній частині області.